# Société royale d'encouragement du cheval
 (août 2023).
La Société royale d'encouragement du cheval (SOREC) est une entreprise publique marocaine, créée en mars 2003, dans le but d'encourager l'élevage du cheval au Maroc. 

## Histoire
La SOREC est créée en mars 2003 sous la tutelle du ministère de l'agriculture et de la pêche maritime,. Elle absorbe les activités de paris et de courses hippiques du Maroc en 2007. Omar Skalli, formé à l'ESSEC, en est le directeur général, depuis 2009,. Lorsqu'il en prend la direction, il doit définir les objectifs de cette société.
Avant 2011, le secteur équin marocain est en déclin. La SOREC met en place un plan décennal de rénovation jusqu'à 2020, dans l'objectif de redynamiser ce secteur. Ce plan répond à la volonté de Mohammed VI, très attaché au développement du cheval au Maroc.
Le ministre Aziz Akhannouch prononce un discours à El Jadida en octobre 2011, durant la quatrième édition du Salon international du cheval, fixant pour objectif de doubler la part des activités équestres dans le PIB du Maroc d'ici 2020, notamment en s'appuyant sur la popularité des paris hippiques. 

## Statuts
La SOREC est juridiquement une société anonyme de droit privé, mais son fonctionnement se rapproche de celui d'une administration publique. Son siège se trouve à Rabat, dans des bureaux du quartier de Hay Ryad.

## Activité
La SOREC cherche à développer les usages traditionnels et modernes du cheval, la sauvegarde de la race Barbe et une professionnalisation du secteur du sport hippique. Entre 2009 et 2014, son action a permis de faire passer le nombre de naissances annuelles de chevaux Barbe de 40 à 200. Seizième opérateur mondial en termes de paris mutuels en 2009, la SOREC est devenue en mars 2016 le douzième opérateur mondial de ce secteur. 